# Bosanci (Chorwacja)
Bosanci – wieś w Chorwacji, w żupanii karlowackiej, w gminie Bosiljevo. W 2011 roku liczyła 40 mieszkańców.